# Ушосдорлаг
Ушосдорла́г (Исправи́тельно-трудовой ла́герь управле́ния шоссе́йных доро́г Дальстро́й) — лагерное подразделение, действовавшее в структуре Дальстрой.

## История
Ушосдорлаг был организован в 1951 году в качестве Отдельного лагерного пункта, в дальнейшем был реформирован в Лагерное отделение и в дальнейшем в Исправительно-трудовой лагерь. Управление Ушосдорлага размещалось в посёлке Карамкен, Магаданская область. В оперативном командовании оно подчинялось первоначально Главному управлению исправительно-трудовых лагерей Дальстрой, а позднее Управлению северо-восточных исправительно-трудовых лагерей Министерства юстиции СССР (УСВИТЛ МЮ) (позднее УСВИТЛ передан в систему Министерства внутренних дел).
Единовременное количество заключенных могло достигать 2 400 человек.
Ушосдорлаг прекратил своё существование в 1953 году.

## Производство
Основным видом производственной деятельности заключенных был ремонт и строительство шоссейных дорог.

## Руководство лагеря
- Пантелейманчук В.?. (упом. 25.05.1952)
- Лисица ?.?. (упом. 01.08.1953)